# Божкове (заповідне урочище)
Божкове — заповідне урочище місцевого значення. Об'єкт розташований на території Великобурлуцького району Харківської області, Великобурлуцьке лісництво, квартал 132.
Площа — 79 га, статус отриманий у 1984 році.
Охороняється ділянка лісу, де зростає дуб звичайний природного походження віком понад 90 років. Трапляються рослинні угруповання, занесені до Зеленої книги України: дубові ліси татарськокленові та кленово-липово-дубові ліси волосистоосокові. Заказник являє собою лісотипологічний еталон сухої та свіжої кленово-липової діброви.
Входить до складу регіонального ландшафтного парку [Великобурлуцький степ].